# Jewhenija Kazbekowa

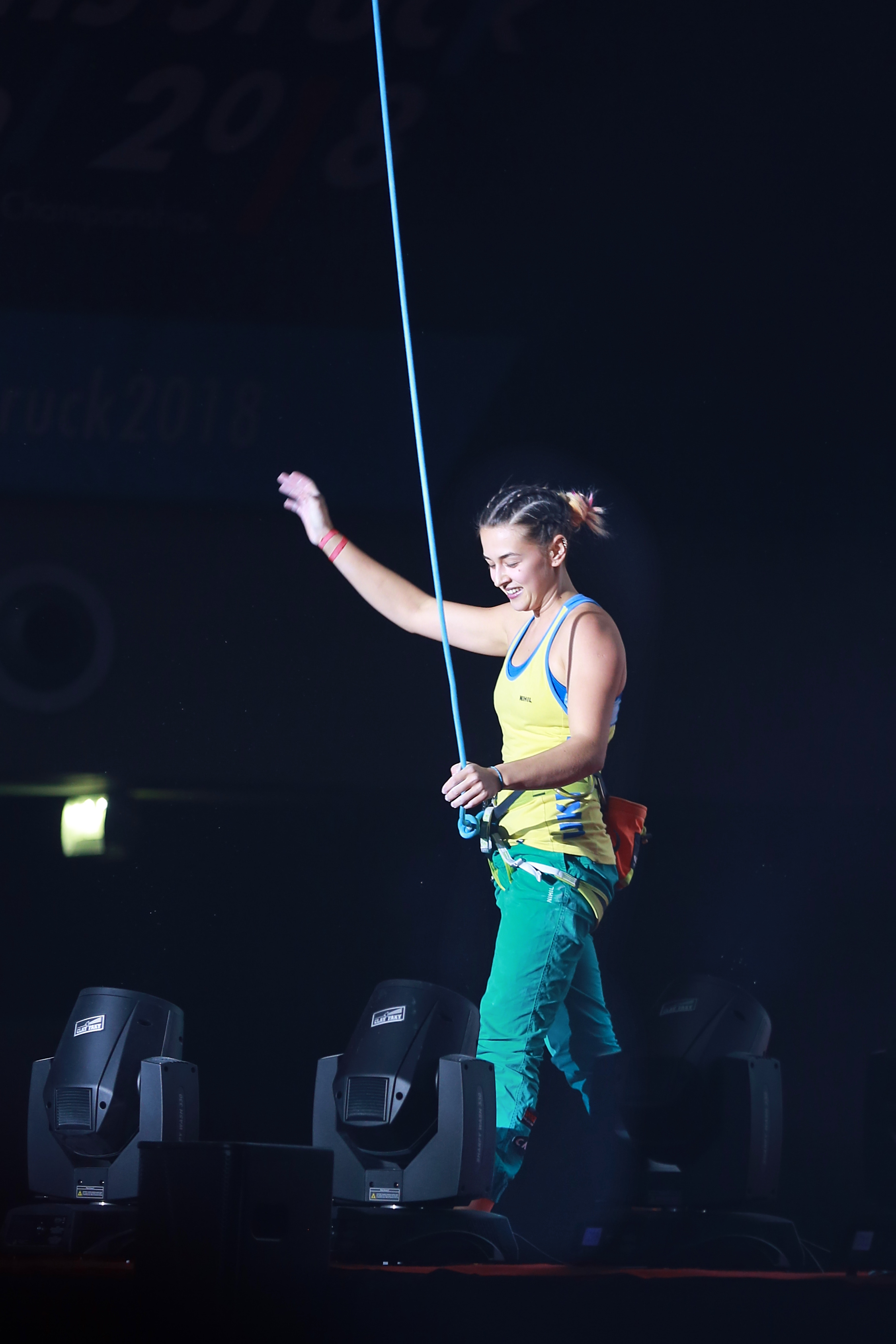
MŚ 2018 Innsbruck. Jewhenija Kazbekowa podczas prezentacji do zawodów w prowadzeniu.

Jewhenija Serikiwna Kazbekowa (ukr. Євгенія Серіківна Казбекова; ur. 15 października 1996 w Dniepropetrowsku) – ukraińska wspinaczka sportowa. Specjalizuje się w boulderingu, prowadzeniu oraz we wspinaczce łącznej. Mistrzyni świata juniorów we wspinaczce sportowej w konkurencji boulderingu w roku 2010.

## Kariera sportowa
W zawodach wspinaczkowych, które odbyły się w szkockim Edynburgu w 2010 roku została mistrzynią świata juniorów w kategorii "B", w finale pokonała Belgijkę Anak Verhoeven. Na mistrzostwach świata w 2019 zajęła 4 miejsce w boulderingu.
W 2019 w Tuluzie brała udział w kwalifikacjach do IO 2020 w Tokio we wspinaczce łącznej, gdzie zajęła 20 miejsce, ostatnim miejscem gwarantującym awansem było miejsce dziewiąte.
Wielokrotna uczestniczka, prestiżowych zawodów Rock Master we włoskim Arco, gdzie zajęła siódme miejsce w prowadzeniu  w 2018 roku.

## Osiągnięcia

### Mistrzostwa świata
| Konkurencje       | 2012  | 2014  | 2016  | 2018 | 2019 |
| Bouldering        | 33-34 | 27-28 | 21-22 | 14   | 4    |
| Prowadzenie       | 35    | 25    | 31    | 24   | 16   |
| Wsp. na czas      | —     | —     | 44    | 63   | 53   |
| Wspinaczka łączna | —     | —     | 8     | 17   | 20   |

### Mistrzostwa Europy
| Konkurencje  | 2013 | 2015 | 2017  |
| Bouldering   | 17   | —    | 13-14 |
| Prowadzenie  | 21   | 32   | 18    |
| Wsp. na czas | —    | —    | 30    |

### Rock Master
| Konkurencje | 2016 | 2017 | 2018 |
| Prowadzenie | 17   | 22   | 7    |

## Życie prywatne
Jewhenija jest córką Serika Kazbekowa i Natalii Perłowej ma młodszą siostrę Rafaełłę (ur. 2008).
Rodzice również uprawiają wspinaczkę byli wicemistrzami świata we wspinaczce sportowej; ojciec we wspinaczce na czas, a matka w boulderingu. Oboje są jej trenerami.